# Franz Bitter
Franz Bitter (* 14. Januar 1865 in Aschendorf; † 23. Mai 1924 in Leipzig) war Mitglied des Deutschen Reichstags und Richter am Reichsgericht.

## Leben
Bitter besuchte von 1874 bis 1880 das Gymnasium Carolinum in Osnabrück, das Gymnasium Josefineum in Hildesheim bis 1883 und dann die Universitäten Freiburg und Göttingen bis 1886. Ab 1891 war er Rechtsanwalt beim Oberlandesgericht in Kiel. 1884/1885 hat er beim 5. Badischen Infanterie-Regiment Nr. 113 in Freiburg gedient. 1886 wurde er auf den Landesherrn vereidigt. 1891 wurde er als Rechtsanwalt beim Oberlandesgericht zugelassen. 1905 wurde er Notar.
Von 1907 bis 1912 war er Mitglied des Deutschen Reichstags für den Wahlkreis Provinz Hannover 4 Osnabrück, Bersenbrück, Iburg für die Deutsche Zentrumspartei. Zusammen mit Hermann Roeren machte er sich im Zentrumsstreit für die Betonung des katholischen Charakters der Zentrumspartei stark, u. a. auf der sogenannten Osterdienstagskonferenz 1909 in Köln. Auf einer Zentrumsversammlung in Koblenz sagte er am 9. August 1909: „Wenn wir von der Kirche auch nur eine Linie abweichen, sind wir verloren.“ Bei der Reichstagswahl 1912 unterlag er dem Nationalliberalen Willi Stöve.
Er war ab 1912 als Rechtsanwalt beim Reichsgericht zugelassen. Im selben Jahr wurde er mit dem Titel Justizrat geehrt. 1922 wechselte er auf die Richterbank des Reichsgerichts, dem er bis zu seinem Tod 1924 angehörte.
Bitters Sohn Bruno Bitter (* 14. Oktober 1898 in Kiel; † 21. Januar 1988 in Tokio) wurde Jesuit und Rektor der Sophia University.